# 勒德奥厄
勒德奥厄（德語：Röderaue）是德国萨克森州的一个市镇，隶属于迈森县。总面积为28.82平方千米，截至2020年总人口为2611人。